# 光与暗之公主与世界征服之塔 最终幻想水晶编年史
《光与暗之公主与世界征服之塔 最终幻想水晶编年史》是史克威尔艾尼克斯于2009年通过过WiiWare下载服务在Wii平台发行的塔防类电子游戏。作为《最终幻想》系列中水晶编年史子系列的作品，本作延续了《小小国王与约定之国 最终幻想水晶编年史》的剧情，讲述魔王驾驶移动城堡穿越王国时，抵御各路进攻者浪潮的故事。
《光与暗之公主与世界征服之塔》的企划始于《小小国王与约定之国》开发期间，实际开发于2008年启动。游戏美学融合了哥特洛丽塔与朋克时尚风格，其叙事与主角设计均旨在突破系列传统与类型惯例。曾为水晶编年史系列多部作品谱曲的作曲家谷冈久美再度回归担纲本作配乐。本作总体获得积极评价，评论家普遍称赞其玩法与视觉呈现，但也指出游戏深度有所欠缺。

## 游戏玩法

《光与暗之公主与世界征服之塔》的关卡场景：成群的士兵从塔底发起进攻，与驻守在各层的防御部队展开激战。

《光与暗之公主与世界征服之塔 最终幻想水晶编年史》是一款塔防策略游戏，玩家需要守卫自己的高塔，抵御敌人一波波的进攻。这座可移动的高塔会带领玩家前往王国的各个区域，每个關卡都由多轮攻势组成。与大多数塔防游戏不同，本作采用横向视角呈现高塔，敌人会沿着直线路径逐层向上进攻，而非传统的俯视迂回路线。玩家可以在塔的各层布置陷阱和战斗单位，但一经部署便无法撤回。当敌人攻至塔顶的黑暗水晶，或是被全部消灭时，关卡即告结束。
击败敌人可获得“负能量”，用于在关卡内放置更多障碍物、升级现有障碍物或为高塔增建楼层。通关后可获得“业力值”，用于在关卡间隙提升高塔的最大规模或作战单位的初始力量。高塔楼层分为多种类型，能为放置其上的障碍物或途经的敌人提供攻击、防御或辅助效果。每层设有“秘宝”，若被敌人抵达便会损毁，导致该层所有单位与陷阱失效、楼层增益消失，进攻方将得以继续向上推进。陷阱与单位分为近战、远程和魔法三大类，三者遵循“石头、剪子、布”式的相互克制关系。
每个关卡开始时，所有障碍物都会被清除。完成关卡后，玩家可获得新的单位和建筑类型。游戏中的关卡路径并非线性推进，玩家可通过支线路径获取额外的负能量和作战单位。若关卡失败，玩家仍能保留部分先前获得的业力值。尽管本作登陆Wii平台，但并未支持Wii遥控器的体感操作功能。

## 概要
《光与暗之公主与世界征服之塔 最终幻想水晶编年史》的故事发生在《小小国王与约定之国》结局之后，延续了原版《水晶编年史》结局中瘴气从世界消失的剧情。世界被划分为四大同盟种族——克拉瓦特族、利尔提族、尤克族和塞尔基族——与在瘴气时代肆虐世界的魔物。初代魔王在《小小国王与约定之国》中战败后，选择在黑暗水晶中沉睡，使魔物得以在瘴气消失后继续存在。其女蜜拉（ミラ）继位后决心向世界发动战争，却在征战过程中发现自己的母亲来自克拉瓦特族，而魔王真正的愿望是建立魔物与其他种族之间的桥梁。在与《小小国王与约定之国》主角雷歐（レオ）的最终决战之后，蜜拉放弃了统治世界的计划，决定实现父亲让魔物与其他种族和平共处的遗愿。

## 开发
《光与暗之公主与世界征服之塔》的剧情框架在其前作《小小国王与约定之国》制作期间就已确定。开发团队最初计划将其打造为另一款城市建造游戏，但最终决定采用更具原创性的设计。项目于2008年正式启动，初期设计方案中高塔需要制作十四种独特楼层，这将带来巨大的工作量。通过引入“秘宝”机制，团队成功实现了楼层自定义功能，在避免额外开发负担的同时确保了各层多样性。据制作人岩野宏明透露，游戏测试与平衡调整是整个开发过程中最具挑战性的环节。此外，如何将最终幻想系列中体型庞大或造型奇特的怪物等比缩放以适应塔楼空间也是开发难点之一。 
本作剧情由曾参与开发《小小国王与约定之国》的鸟山求担任导演，故事核心颠覆了最终幻想系列传统中正义人形主角的设定。延续水晶编年史系列一贯的家庭主题，鸟山将蜜拉与魔物军团之间的羁绊作为游戏主线。由于是《小小国王与约定之国》的续作，开发初期就确定了前作角色的回归。导演金子裕恭还安排了原版《水晶编年史》中的角色在本作客串登场。游戏中的角色与魔物语音并非由专业声优演绎，而是由开发团队成员自己录制完成。 
尽管魔物是游戏玩法与剧情的核心，但由于女主角的设定，团队最终采用了“可爱”的美术风格，并以心形图案作为贯穿始终的视觉主题。艺术设计融合了哥特洛丽塔与朋克风格的时尚元素，城堡设计则围绕“美艳”与“魅惑”等关键词展开。角色设计由前作《小小国王与约定之国》的艺术家泉泽康久担纲，他在设计蜜拉时刻意规避动漫游戏常见的套路，创造出不对称的视觉造型。这种独特设计给建模团队带来挑战——他们必须将整个角色建模为单一单元，而无法采用常规的“左右半身模型拼接”方式来制作不对称角色。 

### 音乐
《光与暗之公主与世界征服之塔》的配乐由水晶编年史系列资深作曲家谷冈久美操刀创作。鉴于本作与其他系列作品基调迥异，谷冈在保持系列标志性器乐风格的同时，特别根据魔王人设与喜剧风格谱写了全新配乐。当时她同时负责《光与暗之公主与世界征服之塔》与《时之回声》的作曲工作，因此未能参与续作《水晶持有者》的音乐创作。2009年6月30日发行的数字原声专辑收录了《光与暗之公主与世界征服之塔》与《小小国王与约定之国》两部作品的精选曲目。

### 发布
《光与暗之公主与世界征服之塔》于2009年游戏开发者大会上首次公开，同期亮相的还有WiiWare平台作品《最终幻想IV The After -月之归还-》。本作亦在E3游戏展上进行展示，并于2009年陆续在全球发售：日本地区6月30日首发，欧洲7月17日上市，北美则于7月20日推出。2009年11月至2010年1月期间，WiiWare平台曾提供本作的免费试玩版。
本作提供多种追加下载内容（DLC），包括新道具和关卡等扩展内容。游戏发售时即推出14种不同的DLC组合包，后续还持续追加新内容。首批DLC包含两套蜜拉服装、三种新型魔物、两类楼层设计以及三款特殊道具，玩家可使用Wii点数进行购买。其中某个DLC礼包特别收录了来自《最终幻想IV：The After -月之归还-》的角色服装、技能和人物。随着2018年WiiWare服务终止，本作已无法获取。值得一提的是，《最终幻想水晶编年史：重制版》将以DLC形式推出《光与暗之公主与世界征服之塔》角色主题服装。 

## 评价
《光与暗之公主与世界征服之塔》获得了普遍积极的评价，在评论聚合网站Metacritic上基于14家媒体评测获得了73/100的均分。IGN的戴蒙·哈特菲尔德称其为“一款充满趣味的策略游戏，WiiWare平台上的杰出作品”，在称赞游戏玩法与呈现效果的同时，也指出其受发行平台限制存在明显局限性。该网站还将其评为2009年7月最佳WiiWare游戏。 
Eurogamer的丹·怀特海德（Dan Whitehead）在评测中肯定了游戏玩法深度，但指出若不购买任何追加下载内容，玩家将“难以深入体验游戏概念本身所展现的丰富战术可能性”。Nintendo Life的肖恩·麦克德莫特（Sean McDermott）赞赏了多样化兵种带来的策略深度与重玩价值，但对DLC内容类型表示不满，并认为任务种类不足最终会导致重复感。RPG Site的亚历克斯·唐纳森（Alex Donaldson）批评了游戏过高难度与利用此难度的DLC设计，但表示尽管缺乏多样性，整体仍不失为佳作。